# Olivier Brunel
Olivier Brunel (* um 1540 in Leuven oder Brüssel; † 1585 in der Mündung der Petschora) war ein flämischer Entdeckungsreisender und Pionier des niederländischen Russlandhandels. Er war der erste Niederländer, der den Versuch unternahm, die Nordostpassage in den Fernen Osten zu finden.

## Leben
Über die Jugend Brunels ist wenig bekannt. Man weiß aber, dass er 1565 auf einem russischen Schiff nach Cholmogory kam, einer Handelsstadt an der Nördlichen Dwina. Die Niederlande waren, nachdem sie die spanische Herrschaft abgeschüttelt hatten, auf dem Weg zu einer See- und Handelsmacht und an direkten Handelsbeziehungen zu Russland interessiert. Damit gerieten sie aber in Konflikt mit der englischen Muscovy Company. Die Engländer, die in Cholmogory ihren wichtigsten Handelsposten hatten, veranlassten die russischen Behörden, Brunel als Spion festzunehmen und für mehrere Jahre ins Gefängnis zu stecken. Er wurde schließlich von zwei Mitgliedern der Kaufmannsfamilie Stroganow freigekauft und trat in deren Dienst. Die Stroganows unterhielten ein Handelsnetz, das sich über ganz Russland, besonders aber den Norden und Sibirien erstreckte, wo der Pelzhandel sie reich gemacht hatte. Auf ausgedehnten Reisen lernte Brunel den Norden Russlands von der Kolahalbinsel bis nach Westsibirien kennen. Er war wahrscheinlich der erste Westeuropäer, der an den Ob kam, sowohl auf dem Land- wie auf dem Seeweg.
Brunel versuchte, die Stroganows davon zu überzeugen, eine Reise auszustatten, um den Lauf des Ob flussaufwärts zu verfolgen. Er glaubte, auf diese Weise nach Cathay zu kommen. Die Russen gaben schließlich ihr Einverständnis und heuerten schwedische Schiffbaumeister an, um zwei Schiffe für die Fahrt fertigzustellen. Brunel ging 1581 nach Holland, um Seeleute für die Reise anzuheuern und änderte hier seine Pläne. Da er die Unterstützung eines Konsortiums niederländischer Kaufleute unter Führung Balthasar de Moucherons (1552–ca. 1630) fand und auf finanzielle Hilfe Wilhelm von Oraniens hoffte, wollte er die Entdeckungsreise nun als niederländisches Unternehmen durchführen. Bis die Expedition im Jahre 1584 zustande kam, stellte Brunel sich in den Dienst des dänischen Königs Friedrich II., der den fast zwei Jahrhunderte zuvor verloren gegangenen Kontakt zu seinen Kolonien in Grönland wiederherstellen wollte. Welche Ergebnisse Brunels Reise nach Grönland zeitigte, ist nicht bekannt. Brunel konnte sich damit aber das für die geplante Unternehmung wichtige Wohlwollen Dänemarks sichern, das die Route um das Nordkap kontrollierte.
Im Frühjahr 1584 verließ Brunel mit seinem Schiff de Vliegende Draeck den Hafen von Enkhuizen. Wenig ist über diese Reise bekannt. Nach einem Bericht soll er aber, da er die Jugorstraße unpassierbar fand, als Erster durch Matotschkin Schar, die Meerenge zwischen den beiden Hauptinseln Nowaja Semljas, in die Karasee gesegelt sein. Das ist aber umstritten, da Brunel den Namen „Kostin Schar“ angab, eine Bezeichnung, die heute für eine Bucht an der Westküste der Südinsel verwendet wird. Brunel musste bald umkehren und geriet in Schwierigkeiten, aus denen ihn einheimische Pomoren befreiten. 1585 kenterte sein mit wertvollen Pelzen beladenes Schiff in der Petschoramündung. Wahrscheinlich kam er dabei ums Leben, denn es ist bekannt, dass seine Frau im April 1585 eine Witwenrente erhielt.
Brunels Reise war nur der Auftakt für die niederländischen Bemühungen, die Nordostpassage zu finden. Zehn Jahre später folgte ihm Willem Barents.